# المتونة
قرية سورية من قرى جبل العرب السويداء تقع إلى الشمال من مدينة شهبا " وعلى بعد 10 كم وترتفع عن سطح البحر 848 متر{ ، وتمتد قرية المتونة على الطرف الشرقي لمنطقة اللجاة، فوق الصخور البازلتية عند الحد الفاصل بين صخور "اللجاة" والأراضي السهلية.عدد سكانها حوالي 2500 نسمة، وتشتهر باثارها الرومانية حيث ان بلدات وقرى المنطقة بالكامل هي قرى ومدن أثرية فيها معالم اثرية عديدة وكثرة جدآ، وكما هو معروف اهمية المنطقة من الناحية التاريخية.
جاءت التسمية من «متن»: بالمكان أي أقام، ومتن الرجل أي ذهب في الأرض، و«المتونة» جمع امتان، وهناك تسمية أخرى على خارطة لجبل «حوران» وهي «امتونة»
سكنت قديماً ذكرت في حوليات الملوك الآشوريين التي تعود إلى القرنين الثامن والسابع
سكنت القرية حديثاً في عام 1858 وأول من سكنها "بشير ظاهر حمود عامر" قادمين من قرية "أم الزيتون" التي سكنها "حمود" بعد قدومه من "دير حينة" عام 1805 م، ثم توافدت الأسر من لبنان وقرى "الجولان" ليكونوا اللبنة الأولى لسكان القرية الذين بلغ عددهم عام 1925 حوالي 350 نسمة، شاركت القرية في فترات النضال ضد الاستعمار وأول ما قدمت من الشهداء الشهيد "مزيد عامر" الذي اصدر حكم الإعدام بحقه "سامي باشا الفاروقي" في 13 آذار عام 1911 مع مجموعة من رفاقه وهم "حمد المغوش" من "خلخلة" و"ذوقان الأطرش" من "القريا" و"يحيى عامر" من "شهبا" و"محمد القلعاني من "شقا" و"هزاع عز الدين" من قرية "لاهثة"، واستشهد شقيق الشهيد "مزيد" الشهيد "شبلي عامر" في الحرب ضد العثمانيين، وأيام النضال ضد الاحتلال الفرنسي قدمت القرية أحد عشر شهيداً، كما قدمت القرية عدداً من الشهداءفي سبيل القضية الفلسطينية وهم: الشهيد "ناصر الجمال" والشهيد "توفيق العطار" والشهيد"رفيق مراد"».
ومساحة الأراضي الزراعية 15 ألف دونم منها 520 دونم مغروسة بالأشجار المثمرة وأهمها الزيتون واللوزيات والعنب والتين، يعمل معظم سكان القرية الذي يبلغ عددهم 2642 نسمة بالزراعة، ومنهم من يعمل في بلاد الاغتراب،|
‌